# ダイナースクラブ プレミアムカード

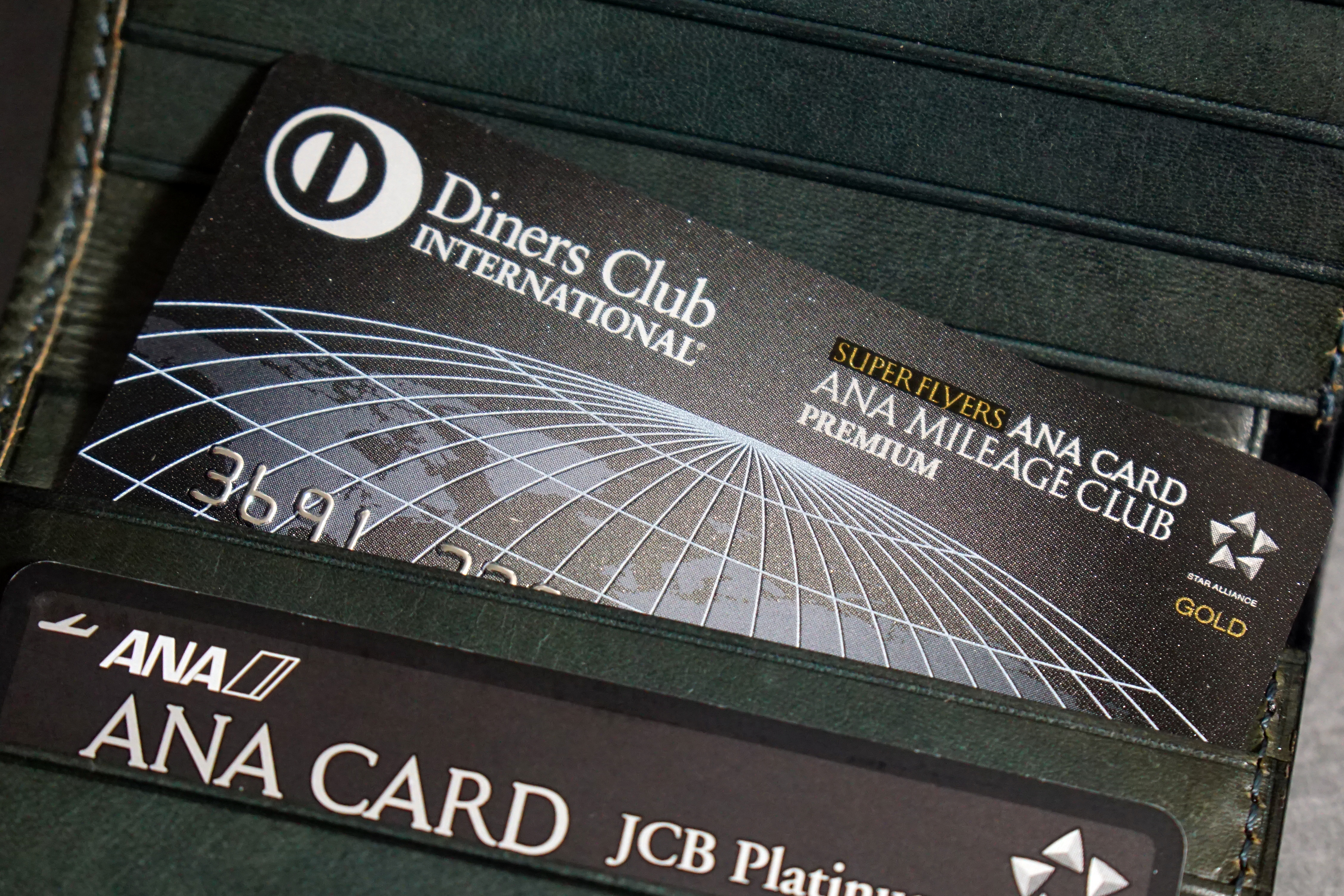
ANA ダイナース スーパーフライヤーズ プレミアムカード

ダイナースクラブ プレミアムカード（英語: Diners Club Premium Card）は、ダイナースクラブのクレジットカードの一つである。

## 日本
三井住友トラストクラブ株式会社が発行するダイナースクラブの券種の一つで、「ダイナースクラブカード」と「ダイナースクラブ ロイヤルプレミアムカード」の中間に位置付けられる。

### 特徴
ダイナースクラブは、通常の「ダイナースクラブカード」でも利用可能枠に於いて一律の制限を設けないという点において、他のクレジットカードブランドのプラチナカードに匹敵する。
年会費は税込14万3000円である（提携カードの年会費は異なる場合がある）が、三井住友信託銀行株式会社が提供するファンドラップ・プレミアム ダイナースクラブカードサービスを利用すると、年会費を同行が負担する為、年会費無料で利用する事が出来る（ファンドラップ・プレミアムの契約金額が2億円以上の場合に限る）。
また、通常の「ダイナースクラブカード」に比べ、本カードはコンシェルジュサービス、付帯保険の厚い保障、高いポイント還元率等に特徴がある。
ポイントサービスは、プレミアム・ボーナスポイントプログラムが適用され、通常ポイントに加え、プレミアム・ボーナスポイントが加算される。

### 入会
本カードはインビテーション制（招待制）を採っている為、入会の目安を公開していない（提携カードも同様）。
通常の「ダイナースクラブカード」の会員の中から、一定の基準で属性（社会的地位等）や決済額などの観点で発行元や提携先から優良と見做された者に招待状が届く場合があり、入会の意志を示す事で、特別な書類を改めて提出することなく、本カードが発行される。
また、「ダイナースクラブ プレミアムカード」の会員に対して、会員となるに相応しい者（「ダイナースクラブカード」の保有の有無を問わない）を推薦する権利が付与されることがあり、被推薦者は、所定の審査の上、会員となることができる。

### 追加カード
提携カードでは、発行する事が出来ない場合がある。
- ダイナースクラブ プレミアムメタルカード
- ダイナースクラブ プレミアム コンパニオンカード （TRUST CLUB ワールドエリートカード）
- ビジネス・アカウントカード
- 家族カード
- ETCカード

### 提携カード
- 三井住友信託銀行株式会社
  - 三井住友信託ダイナースクラブ プレミアムカード
- 全日本空輸株式会社
  - ANAダイナース プレミアムカード
  - ANAダイナース スーパーフライヤーズ プレミアムカード
- ビー・エム・ダブリュー・ジャパン・ファイナンス株式会社
  - BMW プレミアム ダイナースカード
- 一般社団法人日本ライオンズ
  - ライオンズクラブ ダイナース プレミアムカード

## インド
インドでは、HDFC Bankが「Diners Club Premium Credit Card」を発行している。
年会費は、税抜2,500ルピー。

## 脚註
1. ↑  「最高峰クレジットカード「ダイナースクラブ ロイヤルプレミアムカード」を初公開! 999枚限定、究極の"おもてなし"とは?」『マイナビニュース』2024年7月3日。
2. ↑  “ファンドラップ・プレミアム ダイナースクラブカードサービス”. 2024年7月15日閲覧。